# Roy L Pearson
Pour les articles homonymes, voir Pearson.
Roy L. Pearson, Jr., né en 1949, est un juge administratif américain qui réside à Washington, D.C.. Il est célèbre pour avoir poursuivi en justice une petite entreprise de nettoyage à sec qui avait perdu le pantalon qu'il lui avait confié, et ne respectait pas la loi de protection des consommateurs de Washington. Le montant initial des réparations demandées s'élevait à 67 292 000 $, somme ramenée par la suite à 54 000 000 $.

## Biographie
Pearson obtient sa licence de droit au Lake Forest College et son doctorat à la faculté de droit de l'université Northwestern. Après avoir obtenu son diplôme, il enseigne au Georgetown Law Center de l’université de Georgetown dont il devient le doyen adjoint. Pearson est ensuite admis au Barreau du District de Columbia en 1978. Il obtient le droit de plaider devant la Cour suprême des États-Unis en 1985.
De 1978 à 2002, Pearson est le procureur du Washington Neighborhood Legal Services Program. Il exerce la fonction de directeur du contentieux de cet organisme à partir de 1989.
Le 25 juin 1994, Pearson épouse Rhonda Vanlowe. Après une dispute en octobre 1999, Vanlowe écrit une lettre à son mari lui signifiant qu’elle considère que leur mariage était terminé. Elle demande officiellement le divorce le 14 février 2003.
De 2003 à 2005, Pearson fait partie des examinateurs du Bureau de plaintes contre la police. Le 2 mai 2005, Pearson est nommé juge administratif du District de Columbia. En mai 2007, Pearson ne fait plus que du « travail administratif », selon un responsable de la ville s’exprimant sous le couvert de l'anonymat au Washington Post. Sa biographie a été retirée du site Web du Bureau des plaintes administratives à la même période.
Pearson a siégé au conseil d'administration ou a servi comme conseiller juridique de nombreuses organisations communautaires de Washington.

## Plainte contre une entreprise de nettoyage à sec
Pearson a poursuivi en justice Custom Cleaners, une entreprise de nettoyage à sec de Washington, demandant plus de 67 millions de dollars de dommages-intérêts pour la perte de son pantalon. Le pantalon faisait partie de plusieurs costumes que Pearson avait apporté à Custom Cleaners pour y être nettoyés en mai 2005. Lorsque Pearson a réclamé l’un de ses costumes deux jours plus tard, le pantalon manquait. Pearson demanda alors d’être remboursé du prix d’achat du costume, soit 1 000 $. Les propriétaires de la laverie refusèrent. Ils affirmèrent avoir retrouvé ledit pantalon une semaine plus tard. Pearson nia que ce pantalon fût le sien, clamant qu’« [il] n’avai[t] pas porté de pantalon à revers depuis les années 70 », photos de son pantalon (sans revers) à l'appui.
Pearson rejeta une offre d'arrangement à l'amiable de 12 000 $ pour cesser les poursuites. Le juge la cour supérieure Neal Kravitz reconnut que « la cour a des doutes importants sur la sincérité du plaignant ».
Les médias rapportent que les propriétaires de l’entreprise, des immigrants de Corée du Sud, Jin Nam Chung, Soo Chung, et leur fils Ki Chung pensaient à déménager à Séoul. Après de nombreux messages de soutien de la part du public, un site Internet a été créé pour accepter des dons pour les frais d’avocat des Chung.
Le 30 mai 2007, Pearson réduit ses exigences à 54 millions de dollars de dommages-intérêts. Parmi ses demandes figuraient 500 000 dollars de frais d’avocat, 2 millions de dollars pour la peine causée, et 15 000 dollars pour louer une voiture chaque week-end pour se rendre à un autre service de nettoyage. Les 51,5 millions de dollars restants seraient utilisés pour aider d’autres consommateurs insatisfaits dans la région de Washington, D.C. à poursuivre des commerces en justice,.
Pearson modifia aussi sa stratégie d'attaque en ne se concentrant plus sur le pantalon manquant, mais sur les panneaux « Satisfaction garantie » et « Nettoyage en un jour » de la vitrine du commerce. Ces pancartes ont depuis été retirées.
Pearson argumenta que ces pancartes représentaient une fraude de la part des Chung. L’avocat de ces derniers répondit que ces annonces ne pouvaient être considérées que comme mensongères si une personne raisonnable pouvait être trompée, et qu’une personne raisonnable ne prendrait pas les pancartes pour une promesse inconditionnelle. L’avocat dépeignit Pearson comme une personne aigrie et en posture financière difficile. Questionné, Pearson admit qu’au début de la plainte, il n’avait que $1 000 à $2 000 dans son compte en banque en raison de son divorce et parce qu’il était alors au chômage.
Le 12 juin 2007, le procès commença. Pearson éclata en sanglots lorsqu’il en vint à expliquer sa frustration de perdre son pantalon. Une courte pause fut décidée.
Le 25 juin 2007, le procès prit fin et la juge Judith Bartnoff de la cour supérieure de Washington rendit son verdict en faveur des propriétaires de l’entreprise de nettoyage. Elle leur octroya 1 000 $ pour les frais de justice.
Une motion pour rembourser aux Chung leurs milliers de dollars de frais d’avocat sera examinée plus tard.